# Катунинское сельское поселение (Архангельская область)
Катунинское сельское поселение  или муниципальное образование «Катунинское» — муниципальное образование со статусом сельского поселения в составе Приморского муниципального района Архангельской области России.
Соответствует административно-территориальной единице в Приморском районе — Катунинскому сельсовету.
Административный центр — посёлок Катунино.

## География
Расположено в южной части Приморского района Архангельской области. На территории поселения выделяется озёра: Холмовское, Лахта.

## История
Муниципальное образование было образовано в 2006 году.

## Население
| 2005  | 2007  | 2010  | 2011  | 2012  | 2013  | 2014  | 2015  | 2016  |
| ----- | ----- | ----- | ----- | ----- | ----- | ----- | ----- | ----- |
| 4329  | →4329 | ↘4317 | ↘4299 | ↘4256 | ↗4296 | ↗4311 | ↘4281 | ↘4249 |
| 2017  | 2018  | 2019  | 2020  | 2021  | 2023  |       |       |       |
| ↗4262 | ↘4226 | ↘4166 | ↗4197 | ↗4487 | ↗4525 |       |       |       |

## Состав сельского поселения
| № | Населённый пункт | Тип населённого пункта          | Население |
| - | ---------------- | ------------------------------- | --------- |
| 1 | Беломорье        | посёлок                         | ↗318      |
| 2 | Катунино         | посёлок, административный центр | ↘3562     |
| 3 | Лахта            | деревня                         | ↗674      |
| 4 | Холм             | деревня                         | ↗18       |